# Дъгова защита
Дъгова защита е вид релейна защита, която предпазва електрическа верига от късо съединение и разпространение на електрическа дъга. Предпазването от електрическа дъга е от голямо значение поради това, че температурата може да достигне до 7000 … 12000 °C. Използва се за защита на шини и шинни елементи в разпределителни уредби 6 – 10 kV, в закрита разпределителна уредба.
За задействане на защитата се използват полупроводникови датчици: тип контур; радиален тип.